# Lunar Quest (космическая программа)
Lunar Quest (Лунный Поиск) — программа НАСА по исследованию Луны космическими аппаратами. Координацией программы занимается космический центр Маршалла. Всего в рамках программы успешно выполнено 5 полётов различных аппаратов и планируется осуществить ещё 2 полёта до 2014 года.

## Космические аппараты
Первые два лунных исследовательских зонда LRO и LCROSS входят в программу Lunar Precursor Robotic Program (LPRP, предшествующая программа по изучению Луны автоматами).

### Lunar Reconnaissance Orbiter
LRO (Лунный орбитальный зонд), запущенный 18 июня 2009 в 21:32:00 UTC, сейчас находится на лунной полярной орбите на высоте 50 км и занимается картографированием лунной поверхности. Данные, полученные в ходе этого полёта, помогут определить зоны, безопасные для посадки, выявить места скопления полезных ресурсов и обследовать радиационную обстановку. Кроме того полёт использовался для демонстрации новых технологий.

### Lunar Crater Observation and Sensing Satellite
LCROSS, разработанный в исследовательском центре Эймса и запущенный 18 июня 2009 года в 21:32:33 UTC, предназначался проверки наличия воды в полярных областях Луны. 9 октября 2009 года в 11:31:19 UTC в районе кратера Кабеус (англ. Cabeus) упал разгонный блок «Центавр». В результате падения выброшено облако из газа и пыли. LCROSS пролетел сквозь выброшенное облако, анализируя вещество, поднятое со дна кратера. LCROSS упал в тот же кратер в 11:35:45 UTC, успев передать на Землю результаты своих исследований.

### Чандраян-1
Чандраян-1 — зонд индийской организации космических исследований, на который были установлены несколько приборов НАСА. Запущен 22 октября 2008 года в 00:52 UTC. 29 августа 2009 года, после пребывания аппарата на лунной орбите в течение 312 дней, связь с аппаратом была потеряна.

### Gravity Recovery and Interior Laboratory
Gravity Recovery and Interior Laboratory (GRAIL) — программа изучения гравитационного поля и внутреннего строения Луны, реконструкции её тепловой истории. Программа реализовывалась парой космических аппаратов «Эбб» и «Флоу» («прилив» и «отлив»), которые были запущены 10 сентября 2011 года с помощью ракеты Delta II. С помощью аппаратов GRAIL было обнаружено, что толщина лунной коры была заметно переоценена. Сейсмографы, установленные во время экспедиций «Аполлона», давали результат в 60 километров (после повторного анализа — около 45 километров). Новые результаты говорят, что её толщина составляет «всего» около 30 километров.

### Lunar Atmosphere and Dust Environment Explorer
Lunar Atmosphere and Dust Environment Explorer (LADEE) — программа изучения лунной атмосферы и пылевого окружения её орбиты. После серии манёвров 6 октября 2013 года перешёл на орбиту полёта к Луне, 9 октября того же года вышел на окололунную орбиту, 12 октября, после двух корректирующих манёвров, перешёл на рабочую окололунную орбиту.
Кроме основной задачи, была также успешно испытана система двусторонней лазерной связи с Землёй.
После завершения работы КА постепенно снижался, и 17 апреля 2014 года столкнулся с поверхностью Луны.

### Две малые посадочные станции
Две малые посадочные станции, разрабатываемые в космическом центре полётов Маршалла, должны стать первыми узлами Международной Лунной Сети. В их задачи войдёт мониторинг сейсмической активности и прочих геофизических явлений в нескольких точках Луны.